# 月光花
「月光花」（げっこうか）は、日本のヴィジュアル系ロックバンド・Janne Da Arcの楽曲。2005年1月19日にmotorodより23作目のシングルとして発売された。

## リリース
前作『Love is Here』から約2ヶ月ぶりのシングル。今作より『Shining ray』以来11作ぶりに、通常のCD-DA規格で発売されるようになった。
CD+DVD盤とCD盤の2形態で発売された。CD+DVD盤の初回生産分特典としてカップリング曲のミュージック・ビデオを収録したDVDと『ブラック・ジャック』のステッカーが、CD盤の初回生産分特典として52ページからなるライブフォトブックと同じく『ブラック・ジャック』のステッカーが同梱された。
オリコンチャート初登場2位を獲得。自身最高順位を記録し、2作連続でトップ3入りを果たした。初動売上は約8.6万枚で、前作の累計売上6.7万枚を初動のみで上回った。また、初のオリコン年間チャートにランクインしたほか、初の日本レコード協会からプラチナ認定された。

## 曲の解説
表題曲「月光花」は、よみうりテレビ・日本テレビ系アニメ『ブラック・ジャック』のオープニングテーマで、アニメタイアップを手掛けるのは「霞ゆく空背にして」以来9作ぶりとなった。元々は『ARCADIA』の選曲会に向けて制作されたデッドストックで、yasuは「少しアニメの内容と歌詞の内容がピッタリとリンクしている感じではないけれど、“儚さにくじけそうになるけど頑張っていこう”という内容ではある」と語っている。デモ音源の時から既にストリングスを前面に押し出した楽曲だったといい、レコーディングに際しては16人のストリングス隊を招かれ、メンバー各々ストリングスやボーカル、ピアノの音色に配慮しながら音作りを決めていった。本作の3曲目に収録されている「月光花 -Black Jack Mix-」はテレビサイズバージョンで、歌詞がオリジナルと異なっている。なお、制作者の意図によりテレビサイズバージョンの歌詞は掲載されておらず、歌詞カードにその旨が記載されている。
カップリング曲「WING」は、テレビ東京系ドラマ『GO!GO!HEAVEN!』のエンディングテーマで、カップリング曲でタイアップを手掛けるのは自身初、ドラマタイアップとしては「will〜地図にない場所〜」以来17作ぶりとなった。you曰く「シングルの表題曲を目指して制作した」という。それが起因してカップリング曲としては珍しくポップ色の強い楽曲となっている。yasuは「曲はキャッチーだけど、歌詞は自殺サイトを通じて知り合い、どうせ死ぬなら華やかな舞台で死のうとバンドを組む若者達を題材にしたドラマのエンディングテーマだから、内容はかなりネガティヴ。そこの違和感も面白い曲だと思う」と語っている。

## 収録曲
| 全作詞: yasu、全編曲: Janne Da Arc。 |                             |           |       |      |
| #                                    | タイトル                    | 作詞      | 作曲  | 時間 |
| 1.                                   | 「月光花」                  | yasu      | yasu  | 4:55 |
| 2.                                   | 「WING」                    | yasu      | you   | 3:55 |
| 3.                                   | 「月光花 -Black Jack Mix-」 | yasu      | yasu  | 2:09 |
| 合計時間:                            | 合計時間:                   | 合計時間: | 10:59 |      |

## 参加ミュージシャン
Janne Da Arc
- yasu：Vocal
- you：Guitar
- ka-yu：Bass
- kiyo：Keyboards
- shuji：Drums

## タイアップ
- 日本テレビ系列アニメ『ブラック・ジャック』前期オープニングテーマ (#3)
- テレビ東京系列ドラマ『GO!GO!HEAVEN!』エンディングテーマ (#2)

## 収録アルバム
- JOKER (#1)
- SINGLES 2 (#1)
- Janne Da Arc MAJOR DEBUT 10th ANNIVERSARY COMPLETE BOX (#1)
- ブラック・ジャック SOUND KARTE 01 (#1)
- BLACK JACK BEST ALBUM (#1 テレビサイズ)
- 20年200曲 コンプリートベスト コレクションボックス (#1)
- 20年200曲+a LOVE ハイクオリティCD BOX (#1)
- a-box NEO 〜avex Best Hit Collection〜 (#1)

## カバー
- 沼倉愛美・原由実 - 2012年発売のアルバム『THE IDOLM@STER STATION!!! Nouvelle Vague』に収録。
- Morfonica［倉田ましろ（進藤あまね）］ - ゲーム『バンドリ! ガールズバンドパーティ!』に収録（2022年2月28日追加[8]）。
- 長友仍世